# Нисея
Нисея (др.-греч. Νίσαια) — древний город и порт на побережье залива Сароникос в области Мегарида (Греция), рядом с современным селом Пахи.

## История
История Нисеи на протяжении веков была связана с Мегарами, главной гаванью которых она была и в архаическую эпоху, и позже. Местная бухта была небольшой, но хорошо защищенной — островком Мино и Саламином, от которого в этом городе материк отделяет узкий пролив.
Легенды называли основателем Нисеи мегарского царя Ниса. Однако археологические данные не дают оснований утверждать, что город был построен мегарянами. По крайней мере, поселения на его территории не младше первыох построек соседей. По некоторым преданиям, Мегары сначала вообще имели другое название и именовались Нисой (др.-греч. Νίσα), что позволяет рассматривать версию, согласно которой сначала была основана Нисея, а уже потом (например, во времена Мегарея) город был перенесен подальше от моря, на территорию современной Мегары. Правда, сама генеалогия мегарских царей выглядит столь фантастической, что некоторые исследователи подозревают в ней подделку конца VIII — начала VII в. до н. э.
Нисея изначально принимала активное участие в Мегарской колонизации. Собственно, другого удобного выхода к морю Мегары не имели, к Пагам и Эгосфенам добраться было труднее — путь к ним шёл через горы. Неудивительно, что Нисею рассматривали как «ключ» к Мегарам — прежде всего их традиционные соперники, афиняне. Впервые они захватили гавань в 565 году до н. э. — временно — но это привело к государственному перевороту в Мегарах. В следующий раз афиняне появились в Нисее в 460 г. до н. э. по просьбе самих мегарян, которые в то время конфликтовали с Коринфом и Спартой. Освободить город смогли лишь в 446 г. до н. э. С началом Пелопоннесской войны (431 г. до н. э.) афиняне попытались вновь захватить гавань, но получили лишь Мино, который закрывал вход в порт. Достичь цели удалось лишь 424 г. до н. э, благодаря измене местных жителей. Нисея оставалась в руках афинян даже после заключения Никиевым мира (421 г. до н. э.), однако в 414 году до н. э. военные действия возобновились, и афиняне были вынуждены оставить город навсегда.
В 460—424 и 340—307 гг. до н. э. Нисея была соединена с Мегарами «длинными стенами» в единую фортификационную систему, что позволяло выдерживать длительные осады с суши, однако после взятия города Деметрием Полиоркетом все городские укрепления были разрушены, а гавань была объявлена «свободной».
В 338—243 гг. до н. э. Нисея находилась под властью Македонии, в 243—223 гг. до н. э. входила в состав Ахейского союза, в 223—192 гг. до н. э. — Беотийского, в 192—146 гг. до н. э. — опять в состав Ахейского.
В 146 г. до н. э. город стал римским.